# 12 Heures de Sebring 1992
Navigation
Édition précédente Édition suivante
Les 12 Heures de Sebring 1992 sont la 40e édition de l'épreuve et la 3e manche du championnat IMSA GT 1992. Elles ont été remportées le 21 mars 1992 par la Eagle-Toyota MK III no 99 de l’équipe All American Racers et pilotée par Juan Manuel Fangio II et Andy Wallace.

## Circuit

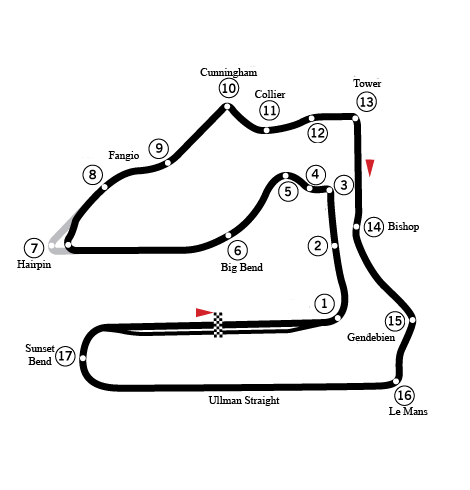
Le Sebring International Raceway, cadre des 12 Heures de Sebring 1992.

Les 12 Heures de Sebring 1992 se déroulent sur le Sebring International Raceway situé en Floride. Il est composé de deux longues lignes droites, séparées par des courbes rapides ainsi que quelques chicanes. Le tracé actuel diffère de celui de l'époque. Ce tracé a un grand passé historique car il est utilisé pour des courses automobiles depuis 1950. Ce circuit est célèbre car il a accueilli la Formule 1.

## Résultats
Voici le classement au terme de la course.
- Les vainqueurs de chaque catégorie sont signalés par un fond jauni.

| 1            | GTP    | 99  | All American Racers           | Juan Manuel Fangio II Andy Wallace                             | Eagle-Toyota MK III     | 360 |
| 2            | GTP    | 83  | Nissan Performance Technology | Geoff Brabham Derek Daly Gary Brabham Arie Luyendyk            | Nissan NPT-91A          | 355 |
| 3            | GTP    | 30  | Joest Racing                  | Oscar Larrauri Massimo Sigala Giampiero Moretti                | Porsche 962C            | 345 |
| 4            | GTP    | 2   | Bud Light Jaguar Racing       | Davy Jones David Brabham                                       | Jaguar XJR-12D          | 338 |
| 5            | Lights | 36  | Downing Atlanta               | Howard Katz Tim McAdam Jim Downing                             | Kudzu DG-1              | 314 |
| 6            | Lights | 45  | Scandia Motorsports           | Charles Morgan Tommy Riggins                                   | Kudzu DG-1              | 308 |
| 7            | GTS    | 51  | Rocketsports                  | George Robinson Darin Brassfield Irv Hoerr Paul Gentilozzi     | Oldsmobile Cutlass (en) | 302 |
| 8            | GTU    | 96  | Leitzinger Racing             | John Paul junior David Loring                                  | Nissan 240SX            | 301 |
| 9            | GTU    | 95  | Leitzinger Racing             | Butch Leitzinger Chuck Kurtz Bob Leitzinger                    | Nissan 240SX            | 297 |
| 10           | GTP    | 98  | All American Racers           | P. J. Jones Rocky Moran                                        | Eagle MkIII             | 294 |
| 11           | GTS    | 76  | Cunningham Racing             | John Morton Jeremy Dale Steve Millen                           | Nissan 300ZX            | 285 |
| 12           | GTU    | 82  | Wendy's Race Team             | Dick Greer Al Bacon Peter Uria Mike Mees                       | Mazda RX-7              | 278 |
| 13           | GTU    | 73  | Jack Lewis Ent Ltd.           | Jack Lewis Bill Ferran Joe Cogbill                             | Porsche 911 Carrera RSR | 276 |
| 14           | GTU    | 58  | Pro-Technik Inc               | Bill Sargis Sam Shalala Andre Toennis Dan Pastorini            | Porsche 911             | 266 |
| 15           | GTS    | 22  | J&B Motorsports               | Luis Sereix Daniel Urrutia Jorge Polanco John Josey            | Chevrolet Camaro        | 259 |
| 16           | GTS    | 35  | Bill McDill                   | Richard McDill Bill McDill Tom Juckette                        | Chevrolet Camaro        | 252 |
| 17           | GTU    | 0   | Full Time Racing              | John Fergus Don Walker Neil Hanneman                           | Dodge Daytona           | 249 |
| 18           | Lights | 6   | MAB Racing                    | Mel Butt Tommy Johnson Ron Zitza Rob Robertson                 | Tiga GT287              | 245 |
| 19           | GTS    | 21  | Jim Downing                   | Kent Painter Robert Borders Ed De Long                         | Chevrolet Camaro        | 238 |
| 20           | GTS    | 29  | Overbagh Racing               | Oma Kimbrough Mark Montgomery Robert McElheny Hoyt Overbagh    | Chevrolet Camaro        | 238 |
| 21           | GTS    | 12  | John Annis                    | John Annis Louis Beall Dick Downs Larry Schumacher Bob Deek    | Chevrolet Lumina        | 208 |
| 22           | GTU    | 34  | Albert Motorsports Team Peru  | Juan Dibos Eduardo Dibos Raul Orlandini                        | Mazda MX-6              | 199 |
| 23           | GTS    | 67  | Mazkar Racing                 | Paul Mazzacane Chester Edwards Brad Shinder Peter Argetsinger  | Chevrolet Camaro        | 154 |
| Abandons     |        |     |                               |                                                                |                         |     |
| 24           | Lights | 48  | Comptech Racing               | Ruggero Melgrati Costas Los Parker Johnstone                   | Spice SE90P             | 250 |
| 25           | GTS    | 23  | Gary Smith                    | Gary Smith Gene Whipp Albert Ruiz                              | Pontiac Grand Prix      | 248 |
| 26           | GTU    | 26  | Job Racing                    | Joe Pezza Jack Refenning Butch Hamlet                          | Porsche 911             | 240 |
| 27           | GTP    | 84  | Nissan Performance Technology | Chip Robinson Bob Earl Arie Luyendyk                           | Nissan NPT-91A          | 227 |
| 28           | GTP    | 7   | Joest Racing                  | Bernd Schneider Frank Jelinski Louis Krages                    | Porsche 962C            | 221 |
| 29           | Lights | 44  | Scandia Motorsports           | Fermín Vélez Andy Evans Jay Cochran                            | Kudzu DG-2              | 221 |
| 30           | GTS    | 41  | Rocketsports                  | Irv Hoerr Jack Baldwin Paul Gentilozzi                         | Oldsmobile Cutlass (en) | 185 |
| 31           | GTU    | 39  | Fiorano Motorsports           | Rudy Bartling Ahmad Khodkar Rainer Brezinka                    | Porsche 911             | 183 |
| 32           | GTU    | 57  | Kryderacing                   | Joe Danaher Duke McLaughlin Frank Del Vecchio                  | Nissan 240SX            | 139 |
| 33           | GTS    | 75  | Cunningham Racing             | Johnny O'Connell John Morton Steve Millen                      | Nissan 300ZX            | 117 |
| 34           | GTP    | 4   | Tom Milner Racing             | Wayne Taylor Hugh Fuller François Migault David Tennyson       | Spice SE89P             | 111 |
| 35           | GTS    | 25  | Dale Kreider                  | Jon Gooding Dale Kreider Nort Northam                          | Oldsmobile Cutlass      | 104 |
| 36           | GTS    | 54  | Art Cross Racing              | Art Cross Bobby Scolo                                          | Chevrolet Camaro        | 72  |
| 37           | GTU    | 80  | David Duda                    | Mike Speakman David Duda                                       | Nissan 300ZX            | 68  |
| 38           | GTU    | 55  | Brix Racing                   | Bob Schader Phil Mahre Steve Mahre                             | Mazda MX-6              | 60  |
| 39           | Lights | 49  | Comptech Racing               | Parker Johnstone Dan Marvin                                    | Spice SE91P             | 55  |
| 40           | GTS    | 65  | Jill Prewitt                  | Gene Felton Jerry Nadeau                                       | Chevrolet Beretta       | 48  |
| 41           | GTP    | 59  | Brumos Porsche                | Hurley Haywood Bobby Carradine                                 | Gunnar 966              | 45  |
| 42           | GTS    | 8   | General Kinetics              | Don Arpin Rob Vining Edd Davin                                 | Chevrolet Camaro        | 42  |
| 43           | GTP    | 1   | Nissan Performance Technology | Gary Brabham                                                   | Nissan NPT-91A          | 20  |
| 44           | GTU    | 9   | Support Net Racing            | Henry Camferdam Phil Krueger Gary Drummond                     | Mazda MX-6              | 11  |
| 45           | GTS    | 15  | Connie Banks                  | Jim Pace Barry Waddell Tim Banks                               | Chevrolet Lumina        | 9   |
| 46           | GTU    | 37  | Botero Racing Team            | Rob Wilson Lucio Bernal Felipe Solano Miguel Morejon           | Mazda MX-6              | 8   |
| 47           | GTP    | 5   | Tom Milner Racing             | Perry McCarthy Les Delano                                      | Intrepid RM-1           | 7   |
| 48           | Lights | 40  | Bieri Racing                  | Heinz Wirth Uli Bieri John Graham Andrew Hepworth Vito Scavone | Alba AR2                | 3   |
| Non-partants |        |     |                               |                                                                |                         |     |
| 49           | GTP    | 77  | Mazda Motorsports             | James Weaver Price Cobb                                        | Mazda RX-792P           |     |
| 50           | GTU    | 0T  | Full Time Racing              | John Fergus Don Walker Neil Hanneman Emory Donaldson           | Dodge Daytona           |     |
| 51           | GTP    | 1T  | Nissan Performance Technology | Arie Luyendyk Geoff Brabham Chip Robinson                      | Nissan NPT-91A          |     |
| 52           | GTS    | 25T | Dale Kreider                  | Jon Gooding Dale Kreider Nort Northam                          | Oldsmobile Cutlass      |     |
| 53           | GTU    | 82T | Wendy's Race Team             | Dick Greer Al Bacon Peter Uria Mike Mees                       | Mazda RX-7              |     |
| 54           | GTP    | 11  | Nissan Performance Technology |                                                                | Nissan NPT-91A          |     |